# Kanton Orsay
Kanton Orsay is een voormalig kanton van het Franse departement Essonne. Kanton Orsay maakte deel uit van het arrondissement Palaiseau en telde 25.915 inwoners (1999). Het werd opgeheven bij decreet van 24 februari 2014, met uitwerking op 22 maart 2015.

## Gemeenten
Het kanton Orsay omvatte de volgende gemeenten:
- Bures-sur-Yvette
- Orsay (hoofdplaats)